# Zampa

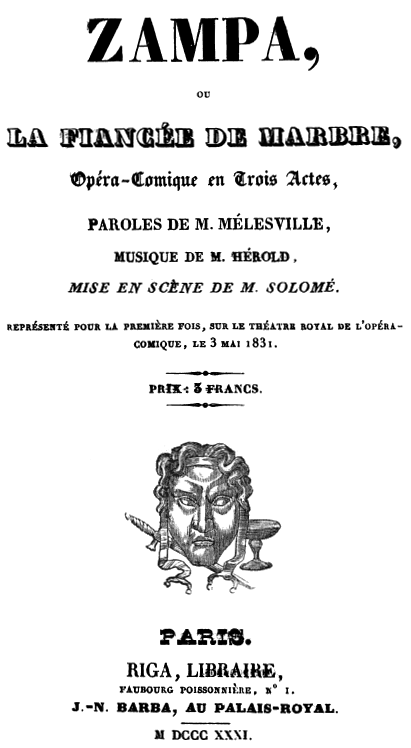
Titelsida till librettot.

Zampa, ou La Fiancée de marbre (Zampa eller Marmorbruden) är en fransk opéra comique i tre akter med musik av Ferdinand Hérold och libretto av Anne-Honoré-Joseph Duveyrier.

## Historia
Operan hade premiär den 3 maj 1831 på Opéra-Comique i Paris. Zampa blev populär ända från början och uppfördes över 500 gånger på Opéra-Comique under 1800-talet. Idag är det mer vanligt att endast ouvertyren framförs som konsertstycke. Titelrollen skrevs för Jean Baptiste Marie Chollet som var tidens store tenor. Svensk premiär den 6 december 1836 på Malmö Teater. Premiär på Kungliga Operan i Stockholm den 19 februari 1838.

## Personer
- Zampa, en sjörövare (tenor)
- Alphonse de Monza (tenor)
- Camille, Alphonses fästmö (sopran)
- Daniel (tenor)
- Ritta (mezzosopran)
- Dandolo (tenor)

## Handling
Handlingen har stora likheter med Mozarts Don Giovanni.
Sjörövaren Zampa vill gifta sig med Camille, som just förbereder sitt bröllop med Alphonse. I en sal där piraterna festar får Zampa syn på en staty av en ung flicka som han har förfört och som sedan dog. Han sätter en ring på statyns finger och förklarar att hon är hans brud till nästa dag. Alphonse förklarar för den olyckliga Camille att Zampa är hans bror och därför kan han inte döda honom, som han hade tänkt. I stället försöker de fly tillsammans, men när Zampa förföljer dem blir han upphunnen av ödet. Marmorstatyn kastar ut honom från en klippa och han försvinner ned i helvetet.